# Wolfertschwenden
Wolfertschwenden est une commune de Bavière (Allemagne), située dans l'arrondissement d'Unterallgäu, dans le district de Souabe.